# Phormingochilus everetti
Phormingochilus everetti är en spindelart som beskrevs av Pocock 1895. Phormingochilus everetti ingår i släktet Phormingochilus och familjen fågelspindlar. Inga underarter finns listade i Catalogue of Life.